# Les Trois Dernières Sonates de Franz Schubert
Pour plus de détails, voir Fiche technique et Distribution.
Les Trois Dernières Sonates de Franz Schubert est un  documentaire français réalisé par Chantal Akerman et sorti en 1989.

## Synopsis
Le pianiste Alfred Brendel interprète les dernières sonates de Franz Schubert et explique sa vision de l'œuvre,.
- Sonate pour Piano n°19 D 958 en Do mineur
- Sonate pour Piano n°20 D 959 en  La majeur
- Sonate pour Piano n°21 D 960 en  Si bémol majeur[4]

## Fiche technique
- Réalisation : Chantal Akerman
- Production : CNC
- Musique : Franz Schubert
- Format : vidéo, couleur
- Durée : 49 minutes
- Date de sortie: 1989

## Distribution
- Alfred Brendel
- Sonia Wieder-Atherton
- Mildred Clary : interviewer